# Рампацо (Виченца)
Рампацо је насеље у Италији у округу Виченца, региону Венето.
Према процени из 2011. у насељу је живело 526 становника. Насеље се налази на надморској висини од 26 м.